# 苗桥乡
苗桥乡是中国河南省永城市下辖的一个乡。

## 行政区划
苗桥乡下辖：张楼村、新庄村、陈大庄村、韩阁村、花元村、汤庙村、梁海村、月店村、杨楼村、屈庄村、曹楼村、武庙村、苗北村、苗南村、李黑楼村、水寨村、黄楼村、周集村、土楼村、高楼村。